# Партия за права и равенство
Партията за права и равенство (на турски: Hak ve Eşitlik Partisi, HEPAR) е турска националистическа кемалистка политическа партия в Турция. Тя основана на 4 септември 2008 г. от Осман Памукоглу, бивш армейски генерал, известен с военните си успехи срещу Кюрдската работническа партия през 1990–те години.
Основен манифест на партията е определящият суверенитет, собственото икономическо развитие и мирът за гражданите на Турция. Към 2014 г. партията има 8273 члена.
Партията твърди, че идеологията им не е нито дясна, нито лява, а родолюбива, която желае социална справедливост за турските граждани. Основателят на партията Осман Памукоглу често споменава цитата на Мустафа Кемал Ататюрк, че „Нашата цел е обединено общество без класове и привилегии“.